# Franz Albert Seyn
Franz Albert Seyn (27. července 1862 – ? 1918, rusky Францъ-Альбертъ Зейнъ) byl ruský generál a politik. V letech 1906–1907 gubernátorem (guvernérem) Grodna a v letech 1909–1917 byl generálním guvernérem Finského velkoknížectví a zastáncem tvrdé rusifikace Finska.

## Kariéra
Franz Albert Seyn se narodil v rodině nemajetné šlechty německého původu z vitebské gubernie Ruské říše. Jeho otec byl nejprve plukovníkem artilerie a následně v civilní službě státním sekretářem. Frans Albert začal svojí kariéru v duchu rodinné tradice také v armádě. Nejprve studoval vojenské učiliště v Polocku a následně v roce 1879 nastoupil na dělostřeleckou školu, kterou zakončil jako podporučík po třech letech a byl převelen na Kavkaz ke 38. dělostřeleckému pluku. Následně se mu podařilo udělat zkoušky na jednu z nejprestižnějších vojenských škol carského Ruska Nikolajevskou vojenskou akademii generálního štábu (1885) a získat hodnost poručíka. Díky své ctižádosti a píli akademii absolvoval velice úspěšně v roce 1889 a byl povýšen na štábního kapitána. Jeden rok (1889–1890) Seyn sloužil v Kyjevě odkud byl poprvé převelen do Finska (Helsinek). V roce 1890 byl poprvé vyznamenán řádem sv. Stanislava a povýšen do hodnosti kapitána. Mezi léty 1891–1892 byl převelen do Krasnojarsku k 95. regimentu pěchoty, kde měl získat velitelské zkušenosti. V roce 1895 byl Seyn povýšen do hodnosti podplukovníka a byl opět převelen do Finska. O tři roky později byl novým generálním guvernérem Finska jmenován Nikolaj Ivanovič Bobrikov a Seyn se postupně stal jeho pravou rukou. Nejprve se osvědčil jako specialista na „finskou vojenskou otázku“, ve které zastával velmi protifinské postoje, podobně jako jeho nadřízený. Seyn byl zastáncem unifikace finské armády s ruskou carskou armádou a likvidace finských specifik obecně. V roce 1900 byl překvapivě jako voják a ne-Fin jmenován ředitelem Bobrikovovy kanceláře a zahájil její rusifikaci. Po zavraždění Bobrikova v roce 1904 Seyn stále setrvával v úřadě, v roce 1905 byl opět povýšen do hodnosti generálmajora, ale v roce 1906 byl z funkce odvolán pro neúnosnost, kterou ve Finsku jeho osoba mezi Finy vyvolávala. V roce 1906 byl jmenován guvernérem Grodna, nicméně už na konci roku 1907 se znovu objevuje ve Finsku jako poradce generálního guvernéra N. N. Gerarda, a to i přes odpor, který jeho osoba ve Finsku nadále vyvolávala.

## Generálním guvernérem Finska (1909–1917)
Seynovo jmenování generálním guvernérem Finska 11. listopadu 1909 bylo relativně překvapující. Bezpochyby nastupoval do úřadu jeden z nejméně populárních guvernérů vůbec. Kromě toho byl do vysoce postaveného úřadu jmenován profesionální voják a byrokrat (v roce 1909 byl povýšen do hodnosti generálporučíka)bez větších konexí na petrohradském dvoře a bez přístupu do nejvyšší společnosti. Jeho jmenování bylo projevem návratu rusifikační linie, kterou zastával jeho předchůdce a vzor Bobrikov. Seyn neměl v době svého jmenování generálním guvernérem připravený žádný politický program, nicméně bylo od počátku jasné, že se jeho politické linie bude v mnohém shodovat s tou kterou zastával Bobrikov. Situace ve Finsku se v roce 1909 ale lišila od té na konci 19. století a na samém počátku 20. století, kdy úřad zastával Bobrikov. Po jeho smrti a během revoluce 1905 došlo k řadě změn (např. politická opozice kontrolovala Senát, volební právo atp.), které návrat k přímé rusifikační politice znemožňovaly. Navíc Seynovy představy o tom, jak rusifikaci provádět se omezovaly na represi, kontrolu a užití vojenské síly. I přesto, že se petrohradské centrum během roku 1909 vrátilo k „finské otázce“ a tehdejší premiér Petr Stolypin měl zájem na další integraci Finska do Ruské říše, neznamenalo to, že by Seynova politika měla zelenou. Dlouhodobě nebyl schopen najít soulad se státním sekretářem-ministrem C. F. A. Langhoffem a po Stolypinově zavraždění v roce 1911 Seynova pozice postupně oslabovala.
Nová ruská linie vůči Finsku se po roce 1911 znovu vrátila k osvědčeným bodům politické programu Nikolaje Bobrikova z let 1899–1904. V roce 1911 Seyn opakovaně žádal o zavedení výjimečného stavu ve Finsku, který by podle jeho názoru znemožnil možné rozšíření politického terorismu ve Finsku. Vedle politické represe se Seynova politika zaměřila na snahy o rusifikace finské železnice, pošty a telegrafu. V souladu s vládní politikou se potom další Seynovy snahy orientovaly na zavedení ruštiny ve Finsku, inspekci finských škol, zrovnoprávění ruských občanů ve Finsku, vojenskou službu nebo otázky regulace tisku, unifikaci zákonů, cel a peněžního systému.
Ruská pozice ve Finsku byla otřesena během první světové války (1914–1917, resp. 1918), kdy ruské úřady včetně Seynova úřadu zesílily rusifikační tlak. V roce 1914 byl ve Finku vyhlášen výjimečný stav a zhruba ve stejnou dobu Seyn navrhl postavit pomník svému vzoru N. Bobrikovovi, což vzbudilo další odpor mezi Finy. A. Seyn se v době války spoléhal na represi mnohem více než předtím, ve snaze předejít finskému separatismu. Represe se týkala stále více i oficiální politické opozice.

## Konec kariéry (1917–1918)
15. března/gregoriánský kalendář 1917 car Mikuláš II. Alexandrovič abdikoval a s jeho abdikací také padl carismus v Rusku. Pád generálního guvernéra Finského velkoknížectví F. A. Seyna přišel následujícího dne – 16. března 1917 byl generálporučík Franz Albert Seyn zbaven svého úřadu, zatčen a převezen do Petrohradu, kde byl vězněm v Petropavlovské pevnosti. V říjnu 1917 byl zřejmě propuštěn, jelikož požádal o propuštění z armády. O konci jeho života nejsou známy žádné detaily. Zdá se, že se v létě 1918 společně s dalšími bývalými carskými důstojníky stal obětí rudého teroru a byl vhozen do Finského zálivu v Kronštadtu, kde zemřel.